# Scaptobius aciculatus
Scaptobius aciculatus är en skalbaggsart som beskrevs av Hermann Rudolph Schaum 1844. Scaptobius aciculatus ingår i släktet Scaptobius och familjen Cetoniidae. Inga underarter finns listade i Catalogue of Life.